# Sammy Sosa
Pour les articles homonymes, voir Sosa.
Samuel Peralta Sosa (né le 12 novembre 1968 à San Pedro de Macorís, République dominicaine) est un joueur de baseball qui évolue dans les Ligues majeures durant 18 saisons, de 1989 à 2007, dont 13 avec les Cubs de Chicago à la position de voltigeur de droite.
Avec 609 circuits en carrière, Sosa se retire en 2007 avec le 5e plus haut total de l'histoire du baseball majeur. En 2014, il occupe le 8e de tous les temps. Il est le seul joueur de l'histoire à avoir connu 3 saisons de 60 circuits ou plus. Avec un record personnel de 66 circuits en 1998, il dépasse les 61 réussis par Roger Maris en 1961 mais dans les derniers jours de la saison régulière s'incline devant Mark McGwire, auteur de 70 circuits, dans la course au record de Maris, battu après avoir tenu 37 années. Sosa est en revanche élu joueur par excellence de la Ligue nationale en 1998. Sosa frappe 63 circuits en 1999 et 64 en 2001, année où Barry Bonds bat le record de McGwire. 
Il mène les majeures avec 50 circuits en 2000 et la Ligue nationale avec 49 circuits en 2002. En 1998 et 2001, il amasse le total de points produits le plus élevé des majeures. Il compte 7 sélections au match des étoiles et a gagné 6 Bâtons d'argent.

## Débuts de carrière

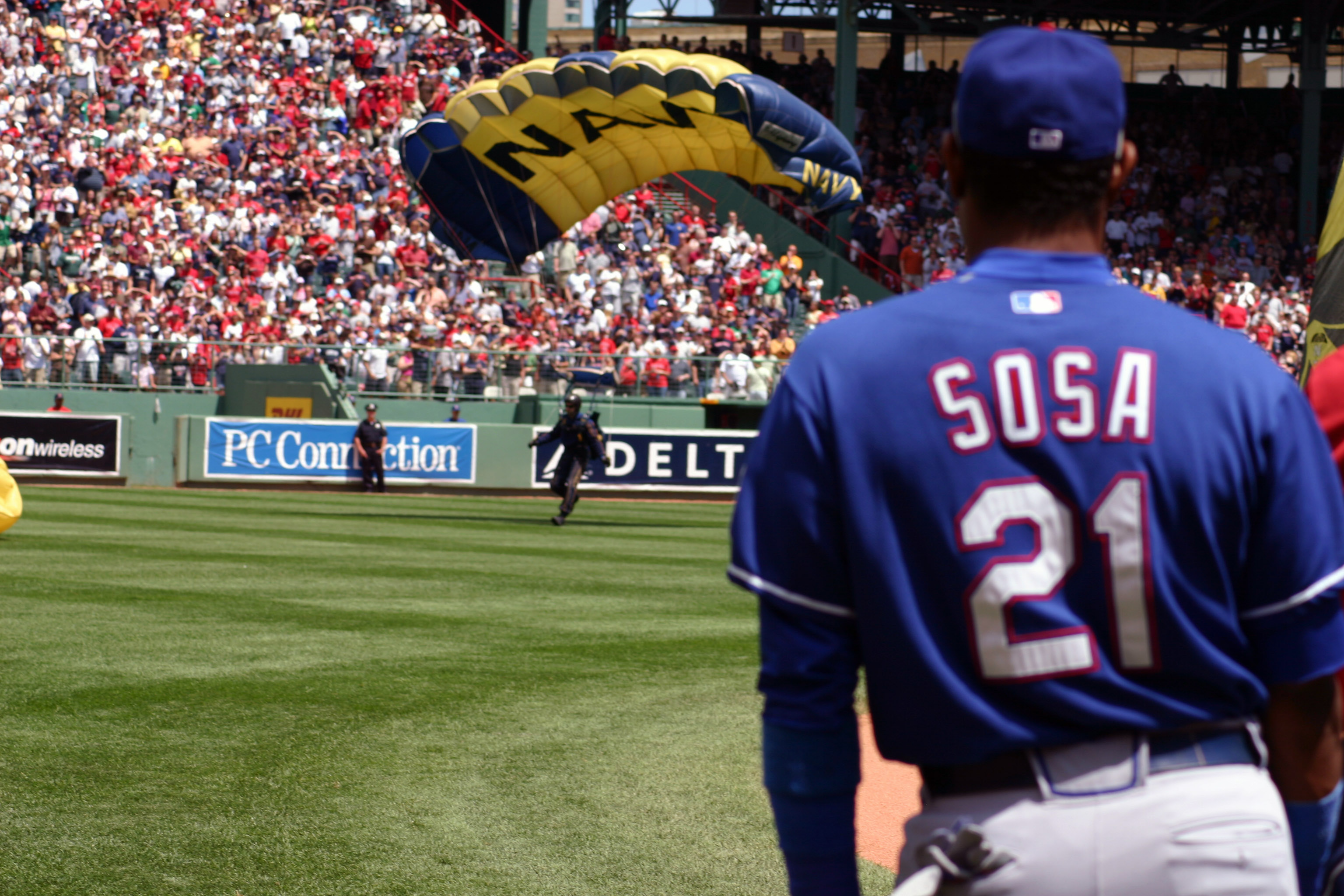
Sammy Sosa à Boston, le 1er juillet 2007

Sammy Sosa signe en 1985 avec les Rangers du Texas son premier contrat professionnel pour 3 500 dollars US.
Sosa fait ses débuts dans le baseball majeur avec les Rangers le 16 juin 1989 et frappe son premier circuit contre Roger Clemens des Red Sox de Boston. Il ne joue que 83 matchs avec les Rangers. Le 29 juillet 1989, il est avec le lanceur gaucher Wilson Álvarez et le joueur de champ intérieur Scott Fletcher échangé aux White Sox de Chicago  en retour de deux vétérans : le frappeur désigné Harold Baines et le joueur de deuxième but Fred Manrique. L'actionnaire majoritaire du groupe de propriétaires des Rangers est alors George W. Bush ; questionné en janvier 2000 lors d'un débat du Parti républicain sur la plus grosse erreur commise dans sa vie d'adulte, Bush, alors gouverneur du Texas et aspirant candidat à la présidence des États-Unis, répond « Sammy Sosa pour Harold Baines », faisant référence à la blague à l'échange de deux jeunes joueurs prometteurs pour deux vétérans,.
Même si Sosa devient le nom le plus connu dans le groupe de joueurs échangés par Texas en 1989, la transaction ne rapportera pas davantage aux White Sox qu'aux Rangers. Avec les White Sox il connaît des saisons décevantes : moyenne au bâton de ,233 en 1990 puis ,203 en 1991. Le 30 mars 1992, dans un rare échange entre les deux équipes de Chicago, Sammy Sosa et le lanceur gaucher Ken Patterson sont transférés aux Cubs de Chicago contre le joueur de champ extérieur vétéran George Bell, qui prendra sa retraite en 1993 ; cet échange est considéré comme l'un des pires - sinon le pire - de l'histoire des White Sox.

## Cubs de Chicago
Sa première saison avec les Cubs était décevante, avec 67 matchs joué 8 circuits et 25 points produits en 1992. En 1993 il a frappé 33 circuits et 93 points produits; la première fois qu'il a frappé 20 circuits en une saison. Entre 1995 et 1997 il a produit plus de 100 points chaque saison, avec plus de 30 circuits et plus de 80 points comptés. 

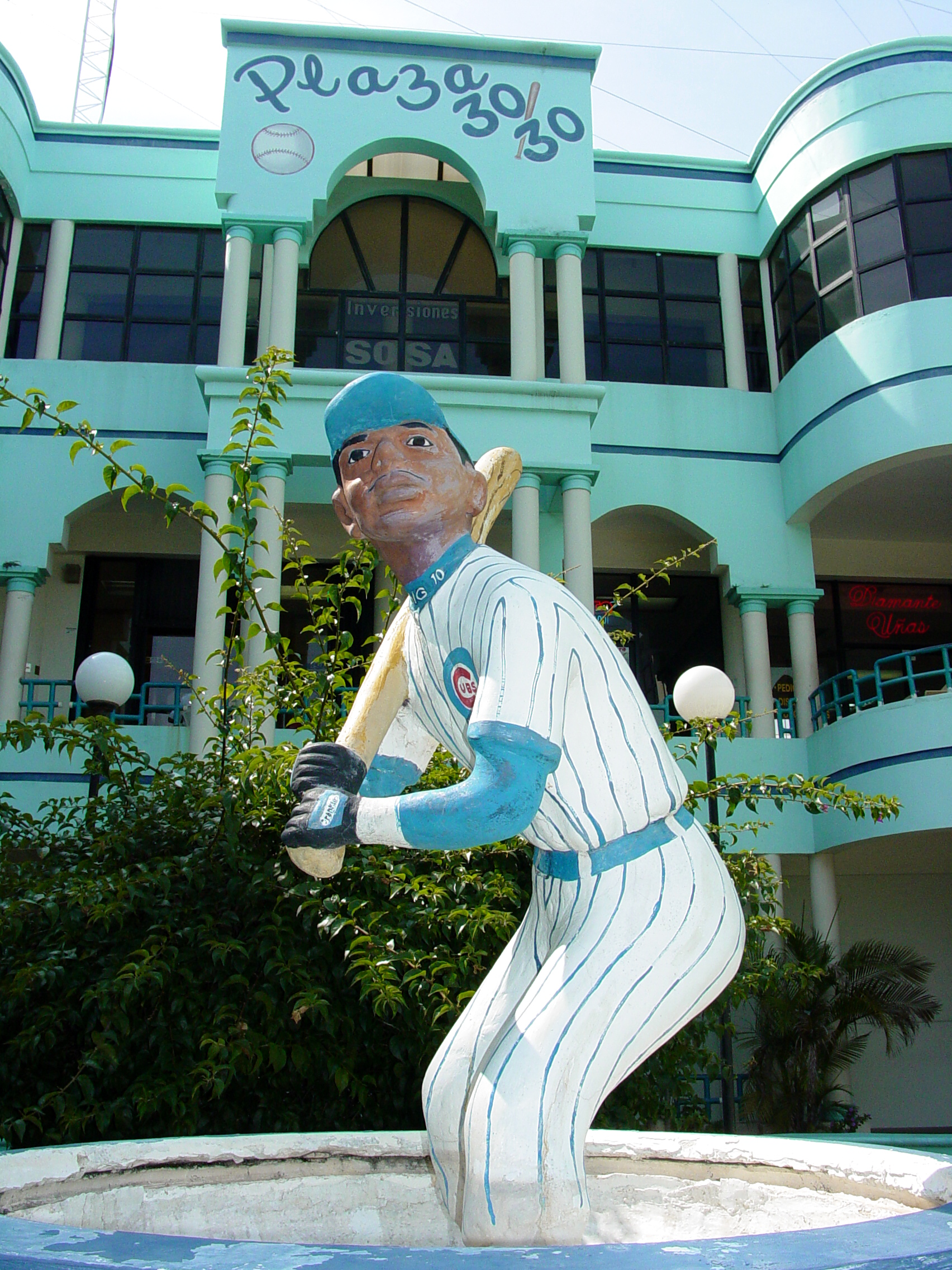
Statue de Sammy Sosa dans son uniforme des Cubs de Chicago à San Pedro de Macorís en République dominicaine en 2004.

La saison 1998 est sa plus notable. Il frappe 66 circuits, récolte 158 points produits, accumule 144 points marqués et frappe pour ,308 de moyenne au bâton. Il dépasse le record de circuits en une saison dans la Ligue nationale établi par Hack Wilson (56 circuits en 1930), puis le record de la Ligue majeure détenu par Roger Maris qui avait frappé 61 circuits en 1961. Tout au cours de l'année, Sosa et Mark McGwire des Cardinals de Saint-Louis sont engagés dans une course pour non seulement dépasser le record vieux de 37 ans de Maris, mais pour savoir qui au terme du calendrier régulier détiendra le nouveau record. McGwire l'emporte avec la première saison de 70 circuits de l'histoire du baseball, laissant Sosa tout juste derrière à 68. C'est cependant Sammy Sosa qui remporte en 1998 le titre du joueur par excellence, avec 30 votes contre seulement deux pour McGwire.
Les 20 circuits de Sosa en juin 1998 représentent le record des majeures pour un seul mois. 
La lutte entre les deux puissants cogneurs passionne le public nord-américain en 1998 et est considérée comme la principale raison du regain d'intérêt envers le sport, boudé depuis quelques années par des partisans frustrés et déçus de la grève des joueurs de 1994-1995,,. Dans les années qui suivent, les historiens du sport et les partisans jettent sur ce souvenir un regard différent, McGwire ayant admis en 2010 avoir consommé des stéroïdes cette année-là, et des soupçons pesant sur Sosa, qui a toujours nié.
En 1999, Sosa et McGwire dépassent à nouveau le total record de circuits de Maris. McGwire l'emporte encore, cette fois avec 65 circuits contre les 63 de Sosa. Pour ce dernier, c'est la deuxième de ses trois saisons de 60 circuits, un fait inédit dans l'histoire du baseball majeur. Après avoir mené les majeures avec 50 longues balles en 2000, il signe une prolongation de contrat de 42 millions pour 4 ans avec les Cubs.
En 2001, Sosa connaît une saison de 64 circuits, et termine deuxième derrière Barry Bonds pour le prix du joueur de l'année. Il termien aussi deuxième de la Ligue nationale et des majeures pour les circuits, Bonds établissant le nouveau record de 73 en une année. Alors que Bonds était frappeur gaucher, McGwire détient le record de 70 circuits en une année par un frappeur droitier, Sosa prenant le deuxième rang avec ses 68 en 1998. Sosa amasse un remarquable total de 160 points produits en 2001, le plus haut total de la Ligue nationale depuis les 191 de Hack Wilson en 1930.
Au début de 2004, Sosa a frappé son 513e circuit avec les Cubs et a dépassé Ernie Banks pour le plus grand nombre de circuit d'un joueur des Cubs. Banks a passé toute sa carrière avec les Cubs et a frappé 512 circuits.

## Orioles de Baltimore
Après 2004, vers la fin de sa carrière Sosa a rejoint les Orioles de Baltimore où il n'a frappé que ,220 avec 14 circuits et 45 points produits. Il a été relâché à la fin de la saison à la suite de sa mauvaise performance au bâton.

## Retour au Texas
Après avoir raté la saison 2006, Sosa revient en MLB pour la saison 2007 avec les Rangers du Texas comme voltigeur et frappeur désigné. Le 20 juin, il frappe son 600e circuit face à son ancienne équipe, les Cubs de Chicago. Il est le cinquième joueur de l'histoire de la Ligue majeure à atteindre ce palier après Babe Ruth, Willie Mays, Hank Aaron et Barry Bonds. C'est aussi son premier circuit frappé face à un lanceur des Cubs.

## Palmarès
- Plus grand nombre de circuits frappés par un joueur né hors des États-Unis
- Seul joueur à frapper 60 circuits en une saison trois fois (1998, 1999, 2001)
- A mené la Ligue nationale en 2000 avec 50 circuits
- Meilleur joueur des ligues majeures en 1998
- Prix Hank Aaron en 1999 (premier vainqueur du prix)
- Élu dans l'équipe des étoiles sept fois
- 609 coups de circuit (5e de l'histoire des ligues majeures)
- 1667 points produits (23e de l'histoire des ligues majeures)
- Seul joueur à avoir frappé un coup de circuit dans 45 stades différents[21]

## Soupçons de dopage et candidature au Temple de la renommée
En mars 2005, Sammy Sosa témoigne, à l'instar de Rafael Palmeiro, Mark McGwire et José Canseco, devant le Congrès des États-Unis. Il ne s'y exprime qu'occasionnellement en espagnol et, dans déclaration lue en anglais par son avocat, il déclare n'avoir jamais pris « de drogues illégales améliorant les performances … jamais injecté ou été injecté avec quoi que ce soit. Je n'ai pas enfreint les lois des États-Unis ou les lois de la République dominicaine. »
En 2009, le New York Times soutient que Sammy Sosa a utilisé des produits dopants et rapporte qu'il a rendu un test de dépistage de drogue positif en 2003, selon « des avocats au courant des résultats des tests de dépistage de drogues cette année-là. »
Candidat pour la première fois à l'élection au Temple de la renommée du baseball en 2013, Sosa n'est appuyé que par 12,5 % des membres de l'Association des chroniqueurs de baseball d'Amérique appelés à se prononcer, alors que la marque de 75 % est requise pour être admis au Panthéon. Au cours des années suivantes, il se maintient de justesse au-dessus du seuil des 5 pour cent requis pour voir son nom reconduit sur les bulletins de l'année suivante. Il récolte ainsi 7,2 pour cent d'appuis en 2014, tombe à 6,6 en 2015 et se maintient à 7 pour cent en 2016. Sosa est éligible au maximum jusqu'en 2022, mais ses chances sont fortement handicapées par les soupçons de dopage qui pèsent sur lui.